# Очень странные дела (3-й сезон)
Третий сезон американского научно-фантастического сериала ужасов «Очень странные дела», указанный в титрах как «Очень странные дела 3», премьера которого состоялась по всему миру на Netflix 4 июля 2019 года. Сериал был создан братьями Даффер, которые также выступили в качестве исполнительных продюсером вместе с Шоном Леви, Дэном Коэном и Иэном Патерсоном.
Главные роли в третьем сезоне исполнили Вайнона Райдер, Дэвид Харбор, Финн Вулфхард, Милли Бобби Браун, Гейтен Матараццо, Калеб Маклафлин, Ноа Шнапп, Сэди Синк, Наталия Дайер, Чарли Хитон, Джо Кири, Дейкр Монтгомери, Майя Хоук, Приа Фергюсон и Кара Буоно. Кэри Элвис, Джейк Бьюзи, Майкл Парк и Франческа Риале также появляются в повторяющихся ролях.

## Сюжет
Летом 1985 года в Хоукинсе открылся новый торговый центр «Старкорт», который стал центром внимания города, вытеснив из бизнеса другие магазины. Шеф полиции Хоукинса, Джим Хоппер, конфликтует из-за подающих надежды отношений Одиннадцати и Майка, в то время как Джойс рассматривает возможность переезда из Хоукинса для лучших перспектив, оставляя состояние дружбы детей и её отношения с Хоппером в воздухе. Однако странные колебания мощности вызывают у Уилла осознание чего-то потустороннего, и Одиннадцать и Майк чувствуют, что что-то не так с жителями города, и несмотря на то, что они закрыли портал к Изнанке, они боятся, что они всё ещё находятся в опасности от него.

## В ролях
| - Вайнона Райдер — Джойс Байерс - Дэвид Харбор — Джим Хоппер - Финн Вулфхард — Майк Уилер - Милли Бобби Браун — Одиннадцать / Джейн Хоппер - Гейтен Матараццо — Дастин Хендерсон - Калеб Маклафлин — Лукас Синклер - Ноа Шнапп — Уилл Байерс - Сэди Синк — Макс Мэйфилд - Наталия Дайер — Нэнси Уилер - Чарли Хитон — Джонатан Байерс - Джо Кири — Стив Харрингтон - Дейкр Монтгомери — Билли Харгроув - Майя Хоук — Робин Бакли - Прия Фергюсон — Эрика Синклер - Кара Буоно — Карен Уилер | - Джо Крест — Тед Уилер - Андрей Ивченко — Григорий - Бретт Гельман — Мюррей Бауман - Кэри Элвис — Ларри Клайн - Пегги Майли — Дорис Дрисколл - Джейк Бьюзи — Брюс Лоу - Франческа Риале — Хэзер Холлоуэй - Майкл Парк — Том Холлоуэй - Алек Утгофф — доктор Алексей - Ясен Пеянков — русский учёный - Роб Морган — офицер Пауэлл - Джон Рейнольдс — офицер Каллахан - Артур Дарбинян — доктор Жарков - Миша Кузнецов — командир Озёров | - Шон Астин — Боб Ньюби - Кэтрин Кёртин — Клаудия Хендерсон - Рэнди Хэвенс — Скотт Кларк - Уилл Чейз — Нил Харгроув - Кристофер Конвери — молодой Билли - Джейси Синк — молодая Макс - Бет Рисграф — мать Билли - Габриэлла Пиццоло — Сьюзи - Пол Райзер — Сэм Оуэнс |

## Эпизоды
| № общий | № в сезоне | Название                                                                                          | Режиссёр      | Автор сценария | Дата премьеры |
| --- | ---------- | ------------------------------------------------------------------------------------------------- | ------------- | -------------- | ------------- |
| 18 | 1          | «Глава первая: Сьюзи, приём!» «Chapter One: Suzie, Do You Copy?»                                  | Братья Даффер | Братья Даффер  | 4 июля 2019   |
| В июне 1984 года советский генерал наблюдает за испытанием устройства, позволяющего открыть врата в «изнанку». После провала операции он даёт учёным год на усовершенствование технологии. Год спустя в Хоукинсе открывается новый торговый центр «Старкорт», из-за которого в упадок приходят мелкие магазины. Внезапно в городе полностью пропадает электричество, а на заброшенном сталелитейном заводе возникает странное существо, и Уилл чувствует неладное. У Майка и Одиннадцать развиваются романтические отношения, что вызывает недовольство шерифа Хоппера, который обращается за советом к Джойс. Нэнси, работающая в газете «Известия Хоукинса», узнаёт о нашествии крыс. Дастин возвращается из летнего научного лагеря и вместе со своими друзьями Майком, Уиллом, Лукасом, Оди и Макс разворачивает на холме любительскую радиостанцию, чтобы связаться со своей подругой Сьюзи, с которой познакомился в лагере. Дастин слышит по передатчику голос человека, передающего зашифрованное сообщение на русском. Билли, который направляется на свидание с Карен, проезжает мимо завода и попадает в аварию. Нечто утаскивает его вовнутрь. |            |                                                                                                   |               |                |               |
| 19 | 2          | «Глава вторая: Крысы в торговом центре» «Chapter Two: The Mall Rats»                              | Братья Даффер | Братья Даффер  | 4 июля 2019   |
| Билли пытается выбраться с завода, но попадает в «изнанку», где он встречает своего двойника. Хопперу удаётся запугать Майка и внести разлад в его отношения с Оди. Мэр Хоукинса Клайн приказывает Хопперу разогнать митинг у стен мэрии. Оди и Макс отправляются за покупками в «Старкорт», где сталкиваются с Майком, Уиллом и Лукасом. Оди заявляет Майку, что бросает его. Нэнси и Джонатан навещают миссис Дрисколл, которая сообщила в газету о нашествии крыс и поймала одну из них. Когда никто не видит, крыса взрывается, превращаясь в аморфную органическую массу, и сбегает из подвала. Хоппер приглашает Джойс на свидание; она обнаруживает, что все магнитики в её доме и магазине размагнитились. Дастин с помощью Стива и его коллеги Робин переводит перехваченное секретное сообщение русских. На записи они слышат фоновую музыку из торгового центра и предполагают, что шифровка была записана в Хоукинсе. Между тем Билли во время работы спасателем борется с кошмарами. Он похищает Хизер и привозит её на завод. |            |                                                                                                   |               |                |               |
| 20 | 3          | «Глава третья: Дело о пропавшей спасательнице» «Chapter Three: The Case of the Missing Lifeguard» | Шон Леви      | Уильям Бриджес | 4 июля 2019   |
| Макс подбивает Одиннадцать использовать свои способности, чтобы «шпионить» за Майком и его друзьями. Она находит Билли, который угрожает Хизер, но тот чувствует присутствие Оди, и сеанс прерывается. Макс и Оди пытаются разыскать Билли, но на работе нет ни его, ни Хизер. Нэнси рассказывает газетному начальству о странном поведении крыс, но её высмеивают за несерьёзную тему для публикации. Нэнси и Джонатан решают найти бешеную крысу миссис Дрисколл, но обнаруживают, что старушка сама сошла с ума и поедает удобрения. Уилл ссорится с Лукасом и Майком во время игры в «Подземелья и Драконы», после чего разрушает свой шалаш. Робин удаётся расшифровать закодированное сообщение. Ночью Дастин, Стив и Робин следят за вооружёнными русскими, которые прикрывают поставку груза в «Старкорт». Хоппер злится на Джойс за то, что она не пришла на свидание в ресторан, а Джойс рассказывает ему, что она узнала о магнетизме от Скотта Кларка. Они направляются в лабораторию Хоукинса, где на Хоппера нападает неизвестный и жестоко избивает его. Оди и Макс проникают в дом Хизер и видят, что Билли ужинает вместе с девушкой и её родителями. После их ухода мать Хизер теряет сознание, а её отца усыпляет Билли.                                        |            |                                                                                                   |               |                |               |
| 21 | 4          | «Глава четвёртая: Сауна» «Chapter Four: The Sauna Test»                                           | Шон Леви      | Кейт Трефри    | 4 июля 2019   |
| Билли и Хизер отвозят на завод её родителей, которые также становятся одержимыми. Миссис Дрисколл госпитализируют, а Том Холловей, редактор «Известий Хоукинса» и отец Хизер, увольняет Нэнси и Джонатана из газеты. Уилл рассказывает Майку и Лукасу о том, что он чувствует, и они обращаются за помощью к Оди и Макс. Уилл полагает, что Истязатель Разума всё ещё живёт в реальном мире и нашёл себе нового носителя в лице Билли. Ребятам удаётся заманить Билли в сауну при бассейне, но он демонстрирует нечеловеческую силу, вырывается на свободу и вступает с ними в схватку. Оди удаётся одержать верх над Билли. В то же время Нэнси, которая навещает миссис Дрисколл в больнице, видит ужасные трансформации, которые происходят со старушкой. Хоппер и Джойс обнаруживают, что Григорий, который напал на Хоппера, знаком с мэром Хоукинса Кляйном и работает на владельцев «Старкорта». Дастин, Стив и Робин заручаются поддержкой младшей сестры Лукаса Эрики, чтобы получить доступ к хранилищу, куда был доставлен загадочный груз. Они попадают в комнату, которая оказывается лифтом, везущим их под «Старкорт». На заводе Билли сообщает Хизер, что Оди знает, кто он такой. Однако Оди не в курсе, что Истязатель Разума завладел телами десятков горожан.  |            |                                                                                                   |               |                |               |
| 22 | 5          | «Глава пятая: Армия Истязателя» «Chapter Five: The Flayed»                                        | Ута Бризевиц  | Пол Дихтер     | 4 июля 2019   |
| В одном из заброшенных домов Хоппер и Джойс обнаруживают секретную лабораторию. Они вступают в схватку с Григорием и убегают с русским учёным Алексеем, который работал над открытием врат в «изнанку». Алексей говорит только по-русски, поэтому Хоппер приводит его к Мюррею Бауману, который знает этот язык и может помочь с переводом. Григорий пытается преследовать беглецов, но теряет след. Нэнси и Джонатан встречаются с Уиллом и другими ребятами и рассказывают о событиях прошлой ночи. Они решают выпустить миссис Дрисколл, чтобы она привела их к Билли. Дастин, Стив, Робин и Эрика прячутся от русских, разгружающих ящики, и следуют за ними после того, как они уходят. Они становятся свидетелями того, как учёные пытаются открыть портал в «изнанку». В больнице на Нэнси и Джонатана нападают Том и Брюс, бывший коллега Нэнси и Джонатана. Нэнси и Джонатан убивают обоих противников, тела которых превращаются в органическую массу, которая сливается воедино и становится монстром. |            |                                                                                                   |               |                |               |
| 23 | 6          | «Глава шестая: Из многих — в единое» «Chapter Six: E Pluribus Unum»                               | Ута Бризевиц  | Кёртис Гуинн   | 4 июля 2019   |
| В больнице Истязатель Разума нападает на Нэнси и Джонатана, и Уилл ощущает его присутствие. Оди удаётся спасти друзей и одолеть монстра, который скрывается в канализации. На советской базе под «Старкортом» Стив и Робин попадают в плен и подвергаются допросу, но им удаётся бежать благодаря Дастину и Эрике. С помощью Мюррея Хоппер и Джойс узнают от Алексея о том, что русские намерены открыть врата в «изнанку», а их база находится под «Старкортом». Хоппер звонит доктору Оуэнсу, чтобы предупредить правительство. Григорий встречается с Кляйном на ярмарке в честь Дня независимости США и требует найти Хоппера. Чтобы выследить Истязателя Разума, Оди обращается к воспоминаниям Билли и узнаёт о его трудном детстве. Она находит Источник на сталелитейном заводе, но Билли удаётся схватить Оди во время выхода из его сознания, и Истязатель Разума вычисляет её местонахождение в домике Хоппера. Жители Хоукинса, одержимые Истязателем Разума, направляются на завод и присоединяются к монстру. |            |                                                                                                   |               |                |               |
| 24 | 7          | «Глава седьмая: Укус» «Chapter Seven: The Bite»                                                   | Братья Даффер | Братья Даффер  | 4 июля 2019   |
| Оди и другие ребята понимают, что Истязатель Разума придёт за ней, так как именно она закрыла врата в «изнанку». Уилл чувствует приближение Истязателя Разума, который нападает на дом и ранит Оди. Дастин и Эрика приводят Стива и Робин, находящихся под воздействием препаратов, в кинотеатр «Старкорта». Группа во главе с Оди пробирается в хозяйственный магазин, чтобы обработать её рану. Внезапно с ними по рации связывается Дастин, чтобы рассказать о ситуации в «Старкорте», но у него садятся батарейки. Оди использует свою силу, чтобы найти Дастина, и ребята отправляются в торговый центр. Стив признаётся в своих чувствах к Робин, но она сообщает, что является лесбиянкой. Группа Хоппера направляется на ярмарку, чтобы найти детей, где его замечает Кляйн, который предупреждает русских. Григорий убивает Алексея на глазах у Мюррея. Мюррею, Хопперу и Джойс удаётся ускользнуть от противника агентов и узнать, что агенты ищут детей в торговом центре. Группа Оди прибывает в «Старкорт» и не даёт русским расстрелять группу Дастина. Оди теряет сознание, а её рана странно пульсирует. |            |                                                                                                   |               |                |               |
| 25 | 8          | «Глава восьмая: Битва в „Старкорте“» «Chapter Eight: The Battle of Starcourt»                     | Братья Даффер | Братья Даффер  | 4 июля 2019   |
| Оди теряет свои способности, когда из её ноги вытаскивают часть монстра. Джойс, Джим и Мюррей отправляются в лабораторию, чтобы закрыть врата в «изнанку». Дастин, Стив, Эрика и Робин отправляются на холм к любительской радиостанции, где связываются со Сьюзи, подругой Дастина, и узнают у неё код к сейфу, который, в свою очередь, является постоянной Планка. Там лежат ключи для уничтожения устройства, открывающего врата. Тем временем в торговом центре Оди, Майк, Лукас, Макс, Нэнси и Джонатан подвергаются нападению монстра, и после схватки с ним и попытке убежать Оди настигает и забирает одержимый Билли, собираясь принести к чудовищу. С верхних этажей остальные атакуют порождение Истязателя Разума фейерверками, а Оди удаётся достучаться до Билли, и он, спасая девушку, жертвует собой. Тем временем Джойс и Джим достают ключи и пробираются к вратам, где женщина взрывает устройство, открывающее врата. После драки с Григорием Джим, предположительно, погибает от взрыва. Проходит три месяца: Стив и Робин устраиваются на работу в видеопрокат, Джойс удочеряет Оди и покидает город вместе с ней и сыновьями Уиллом и Джонатаном. В сцене после титров показывают, как на Камчатке советские солдаты скармливают заключённого демогоргону. |            |                                                                                                   |               |                |               |

## Производство

### Разработка
В ноябре 2016 года Леви отметил, что он и братья Даффер уже начали планировать потенциальный третий сезон, сказав: «Мы не планируем быть застигнутыми врасплох, и мы не хотим придумывать вещи, скажем, за день то того, как нам придётся написать их и сделать их, поэтому мы определённо оптимистичны и продумываем вещи наперёд». Братья Даффер ожидают, что они будут работать четырьмя или пятью сезонами, но они точно хотят «иметь действительно конечную концовку», пока сериал всё ещё на вершине успеха, по словам Мэтта, нежели позволять ему растягиваться бесконечно. В августе 2017 года братья Даффер подтвердили, что будет третий сезон, с вероятностью ещё одного сезона после этого, при этом Росс сказал: «Мы думаем, что это будет четырёхсезонный сериал, а затем всё». Однако исполнительный продюсер Шон Леви позже предположил, что, возможно, будет либо четыре, либо пять сезонов, утверждая: «…правда в том, что у нас определённо будет четыре сезона, и есть очень большая вероятность того, что будет пятый. После этого, я думаю, будет маловероятно продолжение». Мэтт Даффер позже прокомментировал, что не было принято никакого официального решения, заявив, что «это трудно, ведь четыре кажется коротким, а пять кажется длинным. Так что я не знаю, что делать». В декабре 2017 года Netflix официально подтвердил, что они дали третьему сезону зелёный свет, и он будет состоять из восьми эпизодов. Леви также подтвердил, что четвёртый сезон «определённо будет», и что потенциально может быть и пятый сезон. Год спустя были объявлены названия эпизодов третьего сезона, а также подтверждение того, что третий сезон будет называться «Очень странные дела 3», как и в случае со вторым сезоном.

### Сценарий
Написание сценариев к третьему сезону началось ещё до премьеры второго сезона, причём значительная часть была написана создателями сериала в течение двенадцати-четырнадцати часов. Сообщалось, что Netflix хотело, чтобы третий и четвёртый сезоны были написаны одновременно, чтобы облегчить график одновременного производства, так как актёры взрослели быстрее, чем их экранные персонажи, но братья Даффер и продюсер Шон Леви предпочли сосредоточиться только на третьем сезоне, чтобы он был лучше разработан и более развитым.
С точки зрения повествования, Леви сказал, что сезон будет меньше посвящён Уиллу, сказав: «Мы не собираемся тащить Уилла сквозь ад третий сезон подряд. Он будет иметь дело со всякими вещами, но он будет на самом дне… Мы [будем] иметь дело с силами зла, которые являются новыми». Дэвид Харбор сказал, что третий сезон также сильно опирается на фильм «Флетч». Леви и Дайер повторили мнения людей о том, что события этого сезона будут по большей части ориентированы на взрослых, а Дайер назвала повествование сезона «…больше, темнее, [и] страшнее».
В ранних идеях к сезону фигурировала сцена, в которой Истязатель Разума неистовствовал во время парада Хоукинса четвёртого июля, но позже эту идею отбросили, так как сценарии уже были написаны.

### Подбор актёров
В третьем сезоне вернулись Райдер, Харбор, Вулфхард, Браун, Матарццо, Маклафлин, Шнапп, Синк, Дайер, Хитон, Буоно, Кири и Монтгомери. В марте 2018 года было объявлено, что персонаж Прии Фергюсон был повышен до основного актёрского состава, и что Майя Хоук получила роль Робин, нового основного персонажа, которую описали как «альтернативная девушка». Позже выяснилось, что персонажем Хоук является коллега Стива по кафе-мороженому «Scoops Ahoy» в недавно построенном торговом центре «Старкорт». Появление Кэри Элвиса и Джейка Бьюзи в сериале было объявлено в апреле 2018 года; Элвис получил роль мэра Клайна, «классического политика 80-х годов, больше озабоченного своим собственным имиджем, нежели людьми маленького городка, которым он управляет», а Бьюзи получил роль Брюса, хитрого репортёра, работающего в «Известиях Хоукинса». Франческа Риале получила роль Хэзер, популярной спасательницы в общественном бассейне. По состоянию на сентябрь 2018 года кастинг для сезона всё ещё не был завершён, а сезон на тот момент снимался в течение пяти месяцев и находился менее чем в двух месяцах до его завершения. Кармен Куба, кастинг-директор шоу, объяснила более медленный, чем обычно, процесс кастинга повышенной секретностью сюжета в сочетании с изменением характеристик и важности некоторых ролей.
Также сообщалось, что в третьем сезоне некоторые из актёров получат повышение зарплаты. Райдер и Харбор получили повышение зарплаты до $350 000 за эпизод с $150 000 и $80 000, соответственно; Вулфхард, Матараццо, Маклафлин и Шнапп получили повышение зарплаты до выше $200 000 за эпизод, возможно до $250 000, что значительно выше от заявленных $20 000, которые они получали в первом сезоне (позже увеличилось до $60 000); а Дайер, Хитон и Кири получали примерно $150 000 за эпизод. Насколько повысили зарплату Браун, раскрыто не было, но, по оценкам, ей платили больше, чем её молодым коллегам. Некоторые источники предполагают, что она заработала не менее $250 000 и, возможно, получила от $300 000 до $350 000 за эпизод.

### Съёмки
Съёмки третьего сезона официально начались 23 апреля 2018 года. Джексон, Джорджия остался основным местом съёмок для сцен в центре Хоукинса. Бассейн Саут-Бенд в Атланте был использован в качестве общественного бассейна в Хоукинсе. Главная декорация сезона, торговый центр «Старкорт», была снята в переделанном торговом центре Gwinnett Place неподалёку от Дулута, Джорджия. Съёмочная группа искала по всей Джорджии мёртвый торговый центр, либо закрытый, либо со значительно сокращённой вакансией, и они обнаружили, что Gwinnett был почти идеален, поскольку он был построен в 1984 году и, таким образом, имел основные строительные материалы из торговых центров в тот период. Они обеспечили часть торгового центра, которая была свободна в течение некоторого времени, переделав витрины и фуд-корт, чтобы на них были бренды 80-х годов, обращая внимание на то, какие магазины, вероятно, добрались до Индианы к 1985 году. За пределами «Scoops Ahoy!», вымышленного магазина, им пришлось сделать одно исключение для «Glamour Shots», которая была реальной сетью фотостудий, но не добралась до торговых центров до 1985 года; поскольку сцена Одиннадцати и Макс, наслаждающихся фотосессией, была необходимым элементом сюжета, команда дизайнеров создала похожую фотостудию, но с новым вымышленным названием. Они не только воссоздали фасад каждой из витрин магазинов, но и работали над тем, чтобы полностью запастись ими, в ожидании любых последних съёмочных идей, которые могли возникнуть у Дафферов. Специально изготовленная сетчатая ткань была использована для того, чтобы полностью блокировать попадание солнечного света в атриум фуд-корта, чтобы можно было снимать ночные сцены в течение дня.
В дополнение к вышеупомянутым местам, съёмки также происходили в ранее существовавших зданиях, которые были переделаны под городскую мэрию Хоукинса и дом мэра Клайна. В производстве также было использовано семь звуковых сцен, в среднем по три места съёмок на сцену. Чтобы создать «чёрную пустоту», визуальное проявление телепатических размышлений Одиннадцати, съёмки проходили в бассейне, который «покрасили в чёрное [и заполнен] со слоем воды примерно в один дюйм, [и был] окружён 270 градусами пухового одеяла около 30 футов в высоту». Внешний вид пустоты был слегка изменён для третьего сезона, и для съёмки в новом, меньшем пространстве требовались 50-футовый (15 м) технокран и два звукооператора. Пустое поле было использовано для съёмок сцен, происходивших на ярмарке развлечений Хоукинса, причём съёмочная группа прибыла всего за три недели до открытия ранее забронированной средневековой ярмарки. Соответствующие тому времени карнавальные аттракционы были доставлены на съёмочную площадку из мест со всей страны, а съёмочная группа переоборудовала современное освещение аттракционов лампочками, которые использовались в 1980-х годах.
27 сентября 2018 года заметили, как Браун снимается в эмоциональной сцене с дублёрами-каскадёрами и ребёнком, одетым в бейсбольную форму, на пляже в Малибу, Калифорния. Съёмки третьего сезона завершились 12 ноября 2018 года. Что касается длительного перерыва между вторым и третьим сезонами, исполнительный программный директор Netflix Синди Холланд отметила, что «[братья Даффер и Шон Леви] понимают, что ставки высоки. Они хотят предоставить что-то большее и лучшее, чем в прошлом году. Я думаю, что это будет фантастический сезон. Его ожидание будет того стоить».

### Визуальные эффекты
Направляясь в производство первого сезона «Очень странных дел», братья Даффер намеривались снимать ряд спецэффектов с использованием практических методов. Однако из-за проблем с применением практических эффектов на съёмочной площадке, вкупе с неудовлетворённостью результатами отснятого практического материала, братья Даффер стали гораздо более увлечены использованием цифровых спецэффектов для второго сезона, и тем более для третьего сезона. Во время препродакшена, Дафферы сели вместе со старшим супервайзером визуальных эффектов Полом Граффом, художником-постановщиком Крисом Трухильо и старшим иллюстратором концептов Майклом Маром, чтобы спланировать цифровые визуальные эффекты для сезона. Одной из наиболее важных тем обсуждения был дизайн «телесного» проявления «Теневого монстра/Истязателя Разума», который, как хотели Дафферы, был сродни одноимённого «Нечто» из научно-фантастического фильма ужасов Джона Карпентера «Нечто» (1982). Чтобы подражать этому выбранному образу, группа решила, что существо должно иметь «какой-то реальный вес и, следовательно, другое новое ощущение [анимации], включая зеркальность и влагу», и эта эстетика также перевелась на монстра «Тома/Брюса», который нападает на Нэнси в больнице.
Команда третьего сезона сочла важным, чтобы у актёров было какое-то физическое руководство на съёмочной площадке для взаимодействия с крупными потенциальным цифровыми сущностями, поскольку деньги не были заложены в бюджет для каких-либо дорогостоящих рендерингов превизуализации дополненной реальности на съёмочной площадке. Графф отметил, что это было непрактично и слишком дорого делать 3D-распечатку грубой копии физического «Теневого монстра/Истязателя Разума», как это делалось с существами в предыдущем сезоне, особенно учитывая, что монстр по сути является «чем-то, размером с тираннозавра, вторгшегося в торговый центр». Первоначально для взаимодействия актёров была сконструирована стофунтовая «оболочка существа в форме цеппелина», но её тоже признали непрактичной и от неё отказались. В конце концов Графф пошёл и купил «самый большой объект, о котором [он] мог только подумать» — надувной пляжный мяч — и прикрепил его к концу двадцатифутового микрофонного держателя, чтобы он мог «управлять „головой“ так, чтобы обеспечить линию глаз для актёров, а также дать операторам кадрировать и отслеживать движения существа». Графф использовал гораздо уникальные средства для визуализации монстра «Тома/Брюса» во время съёмок, поскольку чрезвычайно неустойчивая и сложная ситуация с освещением сцен, в которых он был показан, устанавливала ряд потенциальных трудностей, с которыми придётся столкнуться во время работы на пост-продакшене:
Мне пришла в голову идея, чтобы каскадёр носил этот гигантский шлем в виде серебряного шара и стоял на месте монстра, который был ростом 6 или 7 футов. Этот шлем позволил нам видеть разницу в яркости освещения от кадра к кадру. Я сказал помощнику координатора трюков Кену Бэрфилду, что мне нужно, чтобы он действительно был этим монстром, передающим всю эту злую энергию. «Мне нужно, чтобы ты рычал — и тебя не должен пугать тот факт, что на тебе нелепый красный костюм из спандекса с огромным серебряным шлемом.» Он сказал мне: «Не волнуйся, Пол, всё под контролем — сделаю на ура», — и он так и сделал. Свет мигал и гаснул, и когда они снова включаются, этот парень кричит во всю глотку, мчась по коридору, как бык. Это выглядело совершенно абсурдно, и в то же время это выглядело действительно круто, один из самых удивительных моментов года для меня.

### Музыка
Оригинальный саундтрек к третьему сезону под названием «Stranger Things 3» был выпущен в цифровом формате 28 июня 2019 года на Lakeshore и Invada Records. Как и в предыдущих двух сезонах, музыку сочинили Кайл Диксон и Майкл Стайн из электронной группы Survive. Альбом также будет выпущен на физических носителях, таких как CD, винил и кассеты.
В дополнение к оригинальному саундтреку Диксона и Стайна, в этом сезоне есть несколько песен, отобранных из 1980-х годов и более ранних эпох. Legacy Recordings выпустило 16-трековый сборник этих песен 5 июля 2019 года.
Примечательным было использование песни «The NeverEnding Story», темы из одноимённого фильма 1984 года, которая была использована в финальном эпизоде, когда Сьюзи отказывается предоставить важный код, пока Дастин не споёт ей эту песню. Дафферы хотели ввести Сьюзи в историю шоу в какой-то драматической манере, и при этом дать Матараццо, который раньше пел на Бродвее, шанс показать свой собственный вокал. Изначально они хотели использовать песню «The Ent and the Entwife» из «Властелина колец», но зная, что в Amazon Studios разрабатывают свой собственный сериал по «Властелину колец», они решили изменить своё направление. Дафферы приписывают использование «The NeverEnding Story», как замену, сценаристу Кёртису Гуинну. Матараццо и Габриэлла Пиццоло, актриса, играющая Сьюзи, а также опытная певица на Бродвее, были рядом друг с другом на съёмочной площадке, когда они пели песню и также смогли гармонизировать песню без бэк-музыки. Поскольку их персонажи не должны были находиться в такой большой синхронизации из-за того, что они находились в двух разных местах, бэк-трек песни и некоторая автонастройка были использованы для смешивания их пения с их соответствующими местонахождениями и тоном саундтрека. По словам актёров и композиторов Кайла Диксона и Майкла Стайна, песня стала ушным червём для многих актёров в тот день, когда была снята эта сцена. Позже в этом эпизоде Лукас и Макс, в исполнении Калеба Маклафлина и Сэйди Синк, поют эту песню в дуэте для Дастина, чтобы поиздеваться над ним; Маклафлин и Синк также имели опыт работы в бродвейских мюзиклах. В результате своего появления в сериале, «The NeverEnding Story» увеличила просмотры и запросы на YouTube и Spotify на 800 % в течение нескольких дней после первоначального вещания, что ненадолго вернуло Лималя, исполнителя песни, в центр внимания.

## Маркетинг
«Очень странные дела 3» ожидали по всему миру, и Netflix начало маркетинговые компании, чтобы поддержать шоу. Продвижение третьего сезона началось с первого дня производства, когда Netflix выпустило видео с участием актёров, когда они встретились для первой читки сценария сезона. 16 июля 2018 года был выпущен первый тизер-трейлер сезона. Тизер, в котором впервые показаны кадры, снятые для третьего сезона, стилизован как реклама из вселенной сериала для недавно построенного торгового центра «Старкорт», одного из основных мест действия сезона. В «рекламе» числятся некоторые магазины, найденные в торговом центре, а также рестораны в «современном» фуд-корте, а заканчивается реклама тем, что Стив (Джо Кири) и Робин (Майя Хоук) говорят «Ahoy!», находясь в кафе-мороженом «Scoops Ahoy». 9 сентября 2018 года, во время выступления на Comic Con Experience 2018 года в Сан-Паулу, Бразилия, Ноа Шнапп, Сэди Синк и Калеб Маклафлин представили новый тизер, в котором были показаны названия восьми эпизодов нового сезона. Несколько часов спустя тизер был выпущен в интернете через все официальные аккаунты «Очень странных дел» в соцсетях.
31 декабря пешеходы на Таймс-сквер в Нью-Йорке заметили видеоролик, повторно проигрывая и рекламируя специальное объявление, «спонсируемое» торговым центром «Старкорт». Согласно видео, объявление должно было выйти в эфир на вымышленном филиале ABC под названием WIYZ. В полночь по восточному времени, Netflix выпустило новый тизер, объявляющий дату выхода сезона 4 июля 2019 года. В тизере были использованы кадры из передачи «Dick Clark’s New Year’s Rockin' Eve», а именно обратный отсчёт до Нового года. Когда начался обратный отсчёт, видео медленно перевернулось вверх ногами и стало нечётким, и было слышно, как Майк зовёт Одиннадцать, когда видео вставлялось между различными записями компьютеров, работающих под управлением MS-DOS. Первый постер сезона, изображающий угрожающее существо, медленно приближающееся к актёрам, пока они наслаждаются празднествами по случаю Дня независимости, был выпущен одновременно с тизером.
19 марта 2019 года официальные аккаунты «Очень странных дел» в соцсетях опубликовали короткий ролик о крысах, снующих по полуразрушенной промышленной зоне с подписью: «Почти пришло время кормления». Это оказалось прелюдией к выходу кадров и первого официального трейлера на следующий день, 20 марта. Трейлер быстро стал самым просматриваемым видео на YouTube-канале Netflix, собрав 22 миллиона просмотров за первую неделю его выпуска. 21 мая был выпущен клип в тандеме с актёрскими постерами. Клип, в котором Билли флиртует с Карен Уилер в местном бассейне, включает в себя заметные отсылки к комедийным фильмам начала 1980-х годов «Гольф-клуб» и «Весёлые времена в школе Риджмонт». Netflix выпустило финальный трейлер 20 июня 2019 года.
В июле 2019 года актёры Финн Вулфхард и Калеб Маклафлин приняли участие в сеансе вопросов и ответов на фестивале Open’er в Гдыне, Польша. Фестиваль также мог похвастаться копией Дворцовой аркады, наполненной старыми игровыми автоматами, такими как «Space Invaders», «Pac-Man», «Donkey Kong» и «Dig Dug».

### Сопутствующее
Netflix рассказало, что они сотрудничали примерно с 75 компаниями для производства сопутствующих продуктов для продвижения третьего сезона. Для многих из этих сделок не было никакого финансового обмена между Netflix и третьими лицами, причём Netflix позволяло третьим лицам создавать свою собственную маркетинговую шумиху для своих продуктов, помогая продвигать «Очень странные дела». Некоторые из сопутствующих продуктов включают в себя:
- 24 мая 2019 года шведский ритейлер одежды H&M предложил коллекцию одежды, которая включает в себя предметы, которые носят на экране несколько актёров сериала[75][77]. Рекламная кампания для линий одежды и аксессуаров показывают Дейкра Монтгомери (Билли) в качестве модели и вращается вокруг летней работы его персонажа в качестве спасателя[77].
- The Coca-Cola Company возродила свой плохо принятый новый освежающий напиток New Coke на ограниченный срок производства в течение месяца, предшествующего выходу сезона[75][78]. Непопулярный безалкогольный напиток был выпущен примерно в то же время, где разворачивается действие сезона, и в ряде эпизодов этот напиток занимал видное место в кадре[75][78]. New Coke продавалась в специально перевёрнутых торговых автоматах в некоторых городах США и через интернет-магазин Coca-Cola[75][78].
- Сеть магазинов мороженого Baskin-Robbins начала предлагать элементы меню в стиле «Очень странных дел» за несколько месяцев до выхода сезона, а после начала третьего сезона несколько магазинов Baskin-Robbins по всей территории США и Канады[79] были объединены в вымышленные кафе-мороженое «Scoops Ahoy!» из шоу примерно на две недели[80].
- Сеть быстрого питания Burger King начала подавать специальные тематические «перевёрнутые» вопперы в качестве отсылки к «Изнанке» (альтернативной вселенной в истории шоу), включая специально выпущенные предметы, проданные в 11 специальных местах за несколько недель до премьеры сезона[81][82]. А также продавать специальные пакеты с кетчупом, отображающие нос, делая отсылку к носовому кровотечению Одиннадцати. Burger King также продвигал свою ресторанную рекламу, чашки и коробки в специальной теме 1980-х годов в качестве сопутствующего продукта вместе с Coca-Cola. Ресторан также был представлен в фуд-корте торгового центра «Старкорт»[83].
- В течение недели, предшествовавшей выпуску «Очень странных дел 3», Microsoft дразнило всех «Windows 1.0», первой графической операционной системой компании, представленной в 1985 году. Microsoft выпустило шуточную версию «Windows 1.0» в качестве приложения для Windows 10 8 июля 2019 года. Приложение имеет такой же интерфейс, как и оригинальное программное обеспечение, с различными пасхалками к телесериалу, разбросанными по всему приложению[84].
- Netflix сотрудничало с Epic Games, чтобы включить сопутствующие продукты «Очень странных дел» в «Fortnite: Battle Royale» рядом с премьерой третьего сезона[85].

## Выпуск
Третий сезон состоит из восьми эпизодов, и он был выпущен по всему миру 4 июля 2019 года на Netflix.

## Видеоигра
Видеоигра-адаптация под названием «Stranger Things 3: The Game» была выпущена через несколько часов после премьеры третьего сезона 4 июля 2019 года. Игра была разработана компанией BonusXP, выпущена компанией Netflix, и была разработана в стиле ретро. Эта игра была подвергнута критике со стороны рецензентов за то, что она была точной копией сезона от сцены к сцене.

## Реакция

### Зрительская аудитория

#### Рейтинги Netflix
В течение четырёх дней после выпуска, Netflix сообщило, что более 40,7 миллионов аккаунтов посмотрели по крайней мере 70 % одного эпизода третьего сезона, что стало рекордом по просмотру для какой-либо программы Netflix, в то время как 18,2 миллионов зрителей посмотрели весь сезон в течение этого времени. В октябре 2019 года Netflix сообщило, что более 64 миллионов бытовых потребителей посмотрели «Очень странные дела 3» в течение первых четырёх недель после его выхода.

#### Рейтинги Нильсена
Рейтинг Нильсена записывает данные о зрительской аудитории для тех, кто смотрел сериал в США по телевизору; эти данные не учитывают мобильные, планшетные или компьютерные устройства, а также зрителей за пределами США.
| No. | Название                                       | Дата выхода | Первые зрители      | Первые зрители                | Трёхдневная аудитория | Трёхдневная аудитория         | Прим.  |
| No. | Название                                       | Дата выхода | Рейтинг 2+ человека | 2+ человека (AMA в миллионах) | Рейтинг 2+ человека   | 2+ человека (AMA в миллионах) | Прим.  |
| --- | ---------------------------------------------- | ----------- | ------------------- | ----------------------------- | --------------------- | ----------------------------- | ------ |
| 1   | «Глава первая: Сьюзи, приём!»                  | 4 июля 2019 | 2,9                 | 8,86                          | 6,3                   | 19,16                         | [ 92 ] |
| 2   | «Глава вторая: Крысы в торговом центре»        | 4 июля 2019 | 2,2                 | 6,75                          | 5,8                   | 17,61                         | [ 92 ] |
| 3   | «Глава третья: Дело о пропавшей спасательнице» | 4 июля 2019 | 1,6                 | 5,03                          | 5,2                   | 15,92                         | [ 92 ] |
| 4   | «Глава четвёртая: Сауна»                       | 4 июля 2019 | 1,2                 | 3,63                          | 4,6                   | 13,93                         | [ 92 ] |
| 5   | «Глава пятая: Армия Истязателя»                | 4 июля 2019 | 0,9                 | 2,72                          | 3,9                   | 12,01                         | [ 92 ] |
| 6   | «Глава шестая: Из многих один»                 | 4 июля 2019 | 0,7                 | 2,11                          | 3,5                   | 10,77                         | [ 92 ] |
| 7   | «Глава седьмая: Укус»                          | 4 июля 2019 | 0,4                 | 1,18                          | 2,4                   | 7,35                          | [ 92 ] |
| 8   | «Глава восьмая: Битва в „Старкорте“»           | 4 июля 2019 | 0,4                 | 1,13                          | 2,9                   | 8,70                          | [ 92 ] |

1. 1 2  Average Minute Audience (AMA) — среднее количество людей или (домов и целевых групп), просматривающих телеканал, которое рассчитывается за минуту в течение заданного периода времени на протяжении всей продолжительности программы.

### Реакция критиков
«Очень странные дела 3» получил положительные отзывы от критиков, которые хвалили визуальные эффекты, юмор, актёрскую игру (особенно Харбора, Браун, Монтгомери и Хоук) и эмоциональный вес, но некоторые критиковали повторяющееся повествование и оттеснение некоторых персонажей. На Rotten Tomatoes третий сезон получил рейтинг 89 % на основе 133 отзывов, со средней оценкой 7,87/10. Критический консенсус сайта гласит: «Яркий и очаровательный, „Очень странные дела 3“ превращается в захватывающую, хоть и знакомую, летнюю поездку, которая купается в своей неоновой ностальгии, не теряя из виду богатые отношения, которые делают этот сериал таким милым». Написав в рецензии для «New Statesman», Эмили Бутл посчитала третий сезон лучше второго сезона, заявив, что третий «вернулся к силе» после запутанного второго сезона, и что «третий сезон в значительной степени вернул то, что изначально сделало шоу таким уникальным». Хью Монтгомери на BBC дал третьему сезону 5 звёзд, описав его как «волнующий пример того, как франшиза достигает новых высот, на котором Голливуду было бы неплохо учиться». На Metacritic третий сезон получил среднюю оценку 72 из 100, основанную на 25 отзывах, что указывало на «в целом благоприятные отзывы».
С другой стороны, Даррен Франич из «Entertainment Weekly» раскритиковал третий сезон за то, что он выглядел как микстейп поп-культуры Рейгановской эпохи. Эд Пауэр из «The Telegraph» обвинил братьев Даффер в том, что они отказались «отклониться от формулы Балбесы-встречают-Стивена-Кинга» и переработали свой «изношенный мешок ретро-отсылок до всё более не вызывающего восторга эффекта», произведя самую безвкусную часть из трёх. Его мнение было поддержано Хэнком Стьювером из «The Washington Post», который чувствовал себя почти убитым горем из-за того, что «Дафферы так усердно работали, чтобы воссоздать неуловимую атмосферу» 1980-х годов с «мешаниной ингредиентов», и лишь для того, чтобы не создать полностью развлекательное шоу. Написав для «National Review», Дэниел Пэйн раскритиковал «небрежное повествование» и «кукурузный юмор» сезона по сравнению с предыдущими сезонами, утверждая, что третий сезон был «лихорадочным и сбивающим с толку там, где первые два сезона были медленными, осторожными и вознаграждающими в создании своих сюжетов».

### Награды
В рамках премии Teen Choice Awards в 2019 году, «Очень странные дела» был номинирован в категории «Choice Summer: Телешоу». Калеб Маклафлин, Финн Вулфхард, Гейтен Матараццо и Ноа Шнапп были номинированы в категории «Choice Summer: Телеактёр» за их работу над сериалом, в то время как Милли Бобби Браун была номинирована в категории «Choice Summer: Телеактриса» за её работу в сериале. «Очень странные дела», Шнапп и Браун победили в своих категориях.